# Bahnhof Malbork

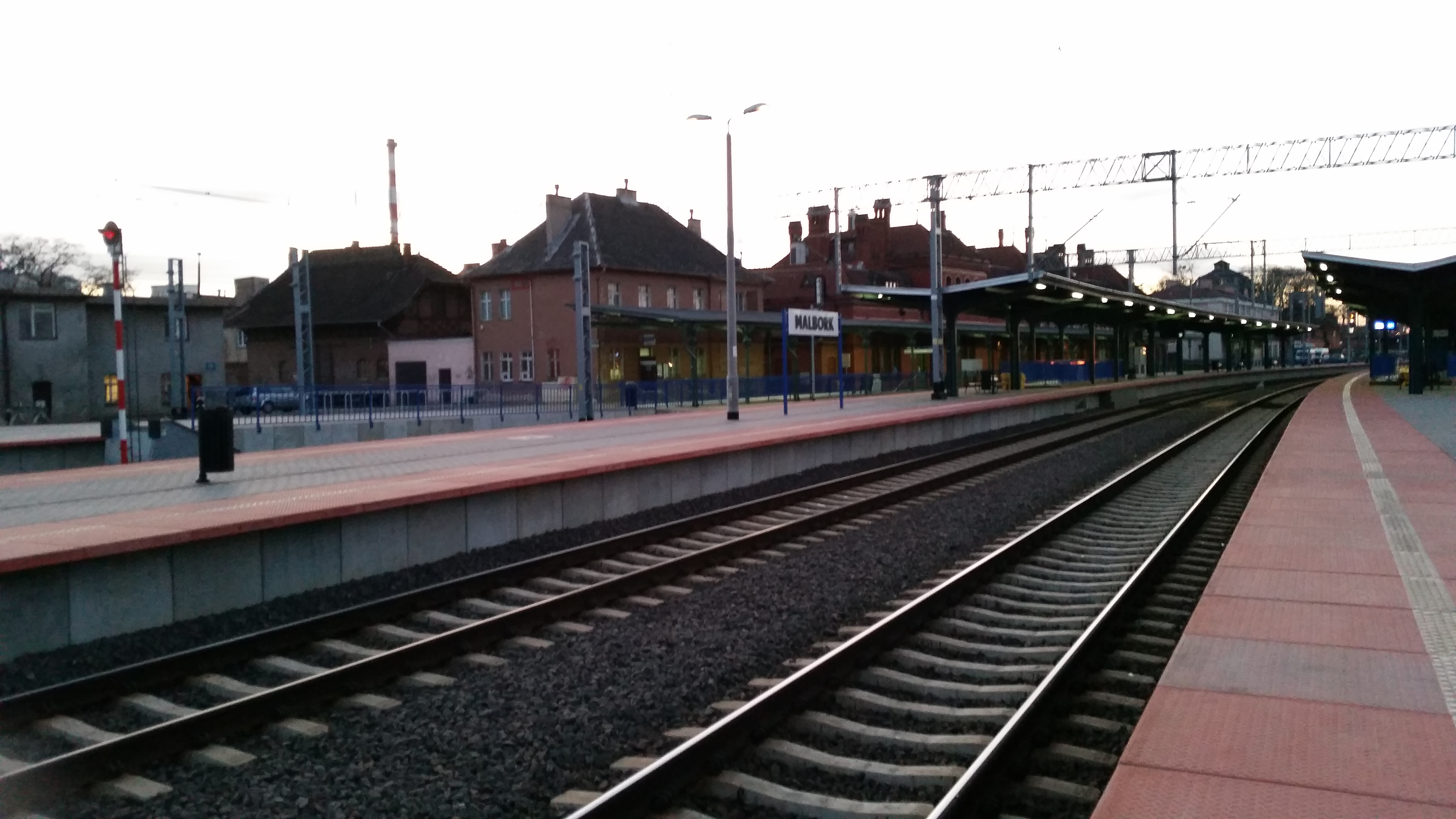
Blick auf die Bahnsteige und das Bahnhofsgebäude nach der Renovierung

Der Bahnhof Malbork, bis 1946 Marienburg, ist nach der Klassifikation der Polnischen Staatsbahn ein Regionalbahnhof. Der Bahnhof wurde 1852 errichtet. Im Jahr 2018 hatte der Bahnhof täglich eine Frequenz von etwa 4900 Fahrgästen, was ihm zusammen mit dem Bahnhof Pruszków den 68. Platz im Land einbrachte.

## Lage
Der Bahnhof liegt im zentralen Teil der Stadt, etwa 1 km östlich der Ordensburg Marienburg und des Stadtzentrums.

## Geschichte

### Preußische Ostbahn
Die Eisenbahn erreichte Marienburg über die Preußische Ostbahn, die Berlin mit Königsberg und Danzig verbinden sollte. Im Jahr 1845 wurde mit dem Bau einer Brücke in Marienburg begonnen. Die endgültige Variante dieser Trasse wurde 1847 festgelegt, doch die begonnenen Arbeiten wurden eingestellt. Die Eisenbahnkommission Elbing wurde aufgelöst, und es blieben nur noch Ingenieure und Vermesser vor Ort, um den Verfall der unvollendeten Bauwerke zu verhindern. Infolge der Deutschen Revolution von 1848/1849 verschlechterte sich die wirtschaftliche Lage, außerdem stieg die Arbeitslosigkeit.

### 1852–1945
Die Eisenbahn erreichte Marienburg schließlich 1852 von Braunsberg aus. Die Strecke Marienburg–Braunsberg wurde am 19. Oktober 1852 eröffnet. 1853 wurde sie bis Königsberg verlängert. Die Bauarbeiten wurden durch eine Choleraepidemie behindert, die zu Verzögerungen beim Bau führte. Am 2. Oktober 1857 wurde eine Verbindung nach Dirschau (heute: Tczew) eröffnet und damit die erste Eisenbahnverbindung zwischen Berlin und Königsberg hergestellt. Im Juni 1870 wurde ein zweites Gleis zwischen Marienburg und Elbing verlegt. Am 1. August 1876 wurde der erste Abschnitt der Bahnstrecke Marienburg–Mława in das damalige Russisch-Polen eröffnet, wodurch Marienburg zu einem Eisenbahnknotenpunkt wurde. Am 15. August 1883 erhielt Marienburg eine Verbindung mit Graudenz und Thorn. 1897/1888 beschädigte ein Hochwasser die Strecke zwischen Marienburg und Elbing.
Im Jahr 1899 wurde die Westpreußische Kleinbahnen AG WKAG gegründet. Zwischen 1888 und 1890 wurde zwischen Marienburg und Dirschau ein zweites Gleis verlegt und vermutlich wurde zu diesem Zeitpunkt auch der Bahnhof umgebaut. 1890 baute die WKAG einen Schmalspurbahnhof neben dem Normalspurbahnhof. Beide Bahnhöfe verfügten über eine Verbindung, die den Transport von normalspurigen Wagen durch Schmalspurträger ermöglichte.
Im Jahr 1891 wurde der Bahnhof in Marienburg gebaut. Das prächtige Gebäude im altdeutschen Stil war das Aushängeschild der Stadt 1900 wurde die Strecke Thorn–Marienburg eine Hauptstrecke.
Zwischen 1920 und 1939 war der Bahnhof ein Grenzbahnhof. Obwohl die Grenze zwischen dem Deutschen Reich und der Freien Stadt Danzig durch die Nogat gebildet wurde, trafen sich hier die Strecken der PKP und der Deutschen Reichsbahn, da die PKP die Betriebsrechte für die Eisenbahnen der Freien Stadt Danzig innehatte. Auf dem Bahnhof Marienburg wurden die Lokomotiven der Züge des Privilegierten Eisenbahn-Durchgangsverkehrs der Deutschen Reichsbahn nach Ostpreußen, die teils auch für Verbindungen durch Polen und mit der Freien Stadt Danzig offen waren, ausgetauscht.

### 1945–1989
Der Bahnhof von Marienburg blieb im Zweiten Weltkrieg von größeren Schäden verschont. Im Juni 1945, nachdem das Gebäude an die polnische Verwaltung übergeben worden war, versuchten Soldaten der Roten Armee, den Bahnhof in Brand zu setzen, doch das Feuer wurde schnell entdeckt und gelöscht. Die Inneneinrichtung blieb erhalten, mit Ausnahme des preußischen Wappens über den Kassen, das überstrichen wurde.
1975 wurde im Zuge einer Verwaltungsreform die bis 1988 bestehende Woiwodschaft Elbląg geschaffen. Malbork wurde der wichtigste Eisenbahnknotenpunkt der Woiwodschaft. 1983 wurde der Abschnitt Malbork–Tczew elektrifiziert. 1985 wurde die Elektrifizierung der Strecke Warschau–Gdańsk abgeschlossen und auch nach Elbląg wurde elektrifiziert.

### Seit 1989
2009 wurde der Verkehr auf der Strecke Malbork–Kwidzyn wurde von Arriva PCC übernommen. Diese Änderung führte zur Schaffung direkter Verbindungen zwischen Malbork und Toruń Główny.
2010 begann die Renovierung des Bahnhofs, bei der auch die Innenausstattung restauriert wurde (u. a. wurden Nachkriegsmalereien entfernt). Als einzige Veränderung aus der Nachkriegszeit ist das Wappen Polens über den Fahrkartenschaltern erhalten In den Jahren 2012–14 wurde der Bahnhof grundlegend modernisiert.

## Verbindungen
Malbork ist ein Eisenbahnknotenpunkt, an dem sich die Strecken Warszawa Wschodnia–Gdańsk Główny (Nr. 9), Malbork–Mamonowo (Nr. 204), Toruń Wschodni–Malbork (Nr. 207) und die stillgelegte Strecke Małdyty–Malbork (Nr. 222) kreuzen. Alle Strecken sind in Normalspur ausgeführt. Die Strecken Warszawa Wschodnia–Gdańsk Główny und Malbork–Mamonowo sind zweigleisig elektrifiziert, während die übrigen eingleisig und nicht elektrifiziert sind.

## Infrastruktur

### Bahnhofsbau

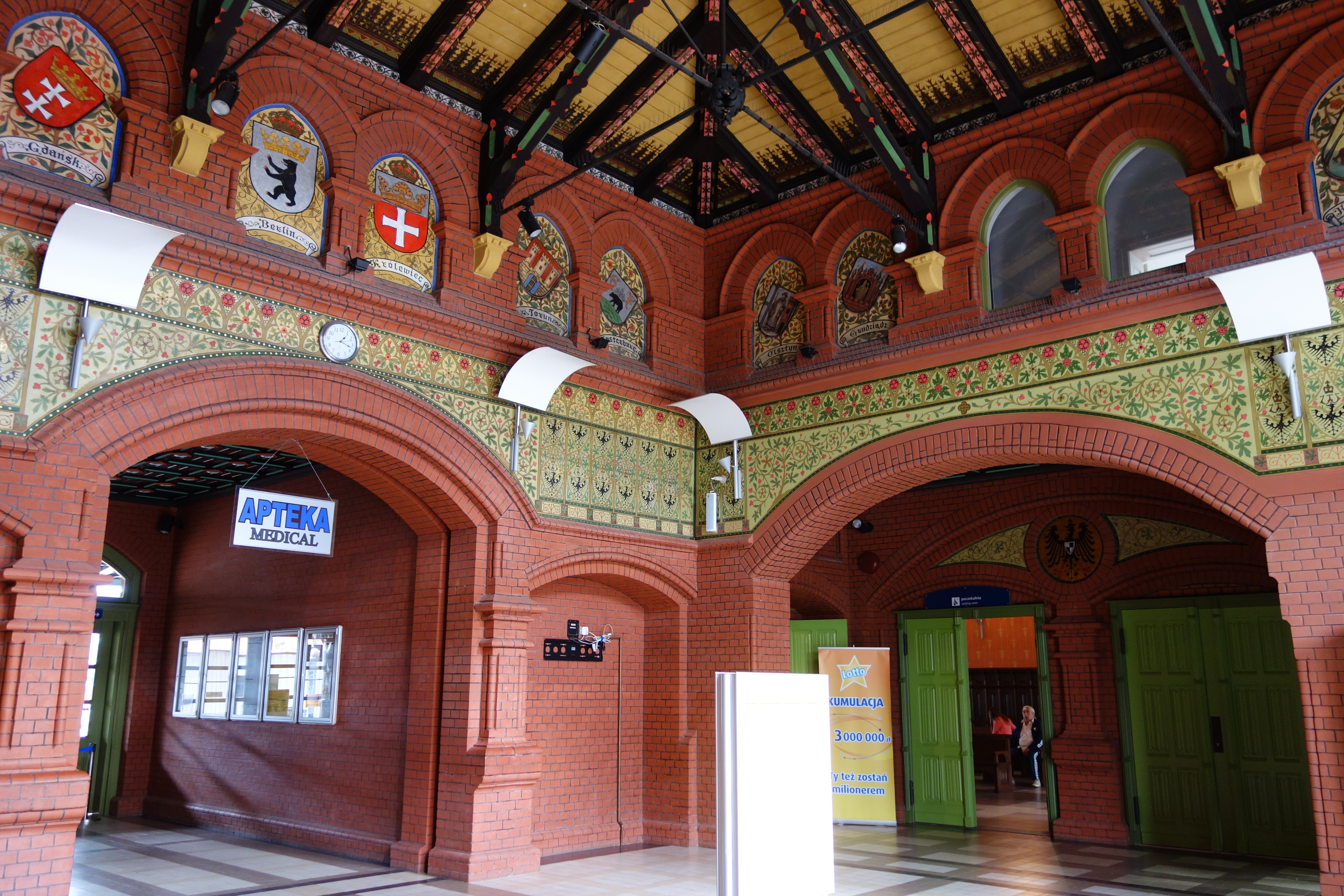
Schalterraum

Der Bahnhof ist ein mehrschiffiges, einstöckiges Gebäude mit einem Dachgeschoss. Der Bau besteht aus massivem Backstein. Das Portal auf der quadratischen Seite besteht aus Sandstein. Die Innenräume sind teilweise verputzt und teilweise getäfelt. Die Böden sind aus Keramik. Die Fenster des Warteraums sind mit Glasmalereien versehen, auf denen die Wappen der umliegenden Städte abgebildet sind. Die Decken im Warteraum sind aus Holz und geschnitzt.
Bei der Restaurierung nach 1945 wurden die teils erst seit 1945–46 existierenden heutigen polnischen Namen zugefügt, die also trotz des Erscheinungsbildes nicht aus der Bauzeit stammen können.
Das Empfangsgebäude, der Güterschuppen und das Toilettenhäuschen sind im Denkmalverzeichnis eingetragen.

## Bahnsteige
Der Bahnhof besitzt vier Bahnsteige mit sieben Gleisen. Die Bahnsteige sind teilweise überdacht. Der Zugang zu den Bahnsteigen erfolgt über einen Tunnel.

### Weitere Gebäude
Zum Bahnhofsgelände gehören ein Bahnbetriebswerk mit Lokschuppen und ein unbenutzter Wasserturm. Das Betriebswerk wird vom Transportunternehmen A-Z Rydwan genutzt, die Drehscheibe ist ausgebaut und die Grube abgedeckt.